# 10612 Houffalize
10612 Houffalize è un asteroide della fascia principale. Scoperto nel 1997, presenta un'orbita caratterizzata da un semiasse maggiore pari a 2,9243425 UA e da un'eccentricità di 0,0142809, inclinata di 2,31968° rispetto all'eclittica.